# Babiana ringens
Babiana ringens és una espècie de planta bulbosa perenne de la família de les Fabaceae endèmica del Sud d'Àfrica, en concret del sud-oest del Cap, típica de les zones del Fynbos. És una espectacular planta de flors molt vistoses que amb cura creix molt bé en cultiu i s'adapta als recipients profunds, jardineres, llits elevats i rocalles. Segons la Red List of South African Plants, es troba en estat de preocupació menor (Least Concern en anglés). El seu nom comú és flor de babuí (Baboon flower), ja que aquests primats els agrada moltíssim alimentar-se de les flors d'aquesta planta.

## Descripció

### El Port
Presenta una tija principal d'uns 15-40 cm, estèril, formant una perxa i les flors neixen d'un extrem estret just a nivell del terra.

### Les Fulles
Són estretes, rígides, amb pèls curts o gairebé sense pilositat.

### Les Flors
Les flors poden ser de colors variats com malva a violeta o blanques a groc pàl·lid. Normalment amb marques fosques a la base dels tèpals més inferiors. Presenten un tub d'uns 8 a 18 mm de llarg i les anteres poden ser d'un color blau fosc o negre i en forma de fletxa. Les bràctees internes es divideixen en dues i l'ovari és pilós. El període de floració és de 3 a 4 setmanes i les flors i el fullatge moren de nou a l'estiu.

## Distribució i hàbitat
Babiana ringens és un endemisme del Sud d'Àfrica. Actualment la majoria de les poblacions estan fora dels límits de les reserves naturals i sobreviuen principalment a les butxaques fragmentades del renosterveld i a les terres agrícoles de propietat privada.
És endèmica de l'anomenat Bioma Fynbos i es produeix en pisos, turons i vessants de les muntanyes de Malmesbury a Tulbagh, Wolseley i Wellington al sud-oest del Cap. S'ha tornat rara a Malmesbury i ara es troba més comunament al voltant Tulbagh i Wolseley al riu Breede Alt Valle.
Creix en sòls argilosos, pedregosos fèrtils en la vegetació del Breede Shale Renosterveld (en africà: "terra de rinocerons"), sovint en associació amb altres geòfits de floració primaveral incloent la Geissorhiza erosa de flors vermelles, l'orquídia de color rosa Satyrium erectum i la flor de formes blaves Lachenalia unifolia.

## Taxonomia
Babiana ringens va ser descrita per Ker, Charles Henry Bellenden

## Etimologia
- Babiana: és el nom genèric que deriva del mot germànic baviaantje el qual significa "petit babuí". El nom al·ludeix a les observacions fetes pels primers colons al Cap els quals es van adonar que la majoria dels babuïns Chacma (Papio ursinus) locals del sud eren molt parcials als seus corms. El botànic britànic JB Ker Gawler va establir formalment el gènere Babiana quan va descriure B. plicata Ker Gawl. (Ara B. fragrans), l'espècie tipus, en la revista botànica de Curtis en 1802.
- ringens: epítet específic descriptiu que fa referència als dos pètals bilabiats oberts.

### Sinonímia
- Antholyza ringens L.
- Babiana ringens subsp. ringens[4]